# Cardiodactylus tankara
Cardiodactylus tankara är en insektsart som beskrevs av Robillard 2009. Cardiodactylus tankara ingår i släktet Cardiodactylus och familjen syrsor. Inga underarter finns listade i Catalogue of Life.